# Ingrīda Labucka
Ingrīda Labucka (* 4. September 1963 in Riga) ist eine lettische Juristin, Politikerin und ehemalige Richterin am Gericht der Europäischen Union.

## Leben
Ingrīda Labucka studierte Rechtswissenschaften an der Universität Lettlands, das Studium schloss sie 1986 ab. Von 1986 bis 1989 arbeitete sie als Untersuchungsbeamtin des Innenministeriums für die Region Kirov und die Stadt Riga. Am Bezirksgericht Riga war sie von 1990 bis 1994 als Richterin tätig. Von 1994 bis 1998 sowie von 1999 bis Mai 2000 arbeitete sie als Rechtsanwältin. Von 1998 bis 1999 war sie Justizministerin un erneut von Mai 2000 bis  November 2002 im Kabinett  Bērziņš. 2001 bis 2004 gehörte sie dem Ständigen Schiedshof in Den Haag an und war außerdem von 2002 bis 2004 Abgeordnete der Saeima. Seit Mai 2004 ist sie Richterin am Gerichtshof der Europäischen Union. 2007 wurde sie erneut ernannt, ihre Amtszeit lief bis zum 31. August 2013.